# Riffmaster
Riffmaster — український рок-гурт, авторський проєкт Андрія Антоненка, заснований 2003 року. Ідеєю створення колективу послугувала велика кількість авторського матеріалу, який концептуально відрізнявся від основних напрямків інших проєктів, в яких бере участь Андрій (ADEM, DAZ Machine). Гурт визначає свій стиль як «rock acoustic hooligans». 

## Історія
Історія гурту бере свій початок в 2003 році.
У 2007 році вийшов дебютний альбом гурту — «Beautiful Day». Альбом містить 13 композицій.
У 2014 році Riffmaster разом із Сашком Положинським записали пісню «Земля» про події, які відбуваються на теренах України.
У 2015 році виходить другий студійний альбом гурту, «Котлета по-киевски». Альбом містить 13 композицій.
В квітні 2017 року виходить музичне відео на пісню «Тихо прийшов, тихо пішов». Це спільна робота Військового телебачення України, творчого колективу Riffmaster та воїнів-спецпризначенців. Командування сил спеціальних операцій вибрало цю пісню неофіційним гімном ССО. Станом на 16 лютого 2022 року кліп на пісню набрав сукупно близько 4 млн 350 тис. переглядів.
1 березня 2018 року гурт презентував музичне відео на пісню «Сенс». Пісня має філософський і історичний контекст. В кліпі показана участь українських козаків в різних битвах. У січні 2020 студія Moon Records, опублікувала ще один відеокліп на цю пісню на підтримку підозрюваних у справі Шеремета та в знак протесту проти правоохоронної системи під назвою «В чому "Сенс" правосуддя?», у зйомках якого взяли участь відомі українські громадські діячі, виконавці, теле- та радіоведучі, продюсери та актори, такі як Олександр Положинський, Олег Собчук, Віктор Придувалов, Олександр Сидоренко, Сергій Кузін, Женя Галич, Юрко Юрченко, Андрій Яценко (Diezel), Соня Сотник, Олег Михайлюта, Валерій Ананьєв, Світлана Орліченко, Олександр Ярмола, Дмитро Шуров, Юрій Макаров, Римма Зюбіна та багато інших.

## Склад гурту
- Андрій Антоненко (Riffmaster) — вокал, гітара, автор музики і текстів
- Віктор Лук'янов (Лук'ян) — гітара
- Олексій Курбаков (Льолік) — бас

## Дискографія

### Студійні альбоми
- «Beautiful Day» (2007)
- «Котлета по-киевски» (2015)

## Сингли
- Tony (2008)

## Кліпи
- 2003 «Не рви мое сердце»[13]
- 2008 «Beautiful Day»[14]
- 2008 «Riffmaster Tony»[15]
- 2013 «Лист до душі»[16]
- 2014 «Заложники»[17] (з Сергієм Кузіним)
- 2017 «Тихо Прийшов, Тихо Пішов»[7]
- 2018 «Сенс»[18]
- 2019 «Важелі»[19]
- 2022 «Герої»[20]
- 2023 «Промені факелів»[21]

## Цікаві факти
Призвісько Riff Master багато років носить батько важкого металу, відомий британський рок-музикант, гітарист, співзасновник гурту "Black sabbath" Тоні Айомі. Так його талант відзначили колеги музиканти, за неймовірну здатність винаходити нові музичні фрази "ріфлени", або ж попросту "ріфи",що складають основу всього напрямку "Важкий метал".  